# 川崎華族
川崎華族（かわさきかぞく）は、Jリーグ・川崎フロンターレの私設応援団である。2001年設立。

## 概要
川崎サポーターの中心的存在で、トップチーム・サテライト・下部組織の試合を問わず全国各地で応援活動を行っている。
現在の代表は山崎真、コールリーダーは小俣海人。応援の熱気を周囲の受動的な観客層にまで広げていきたいとの意向があり、大人から子供まで一緒に手拍子や声援を選手に送ることが出来る一体感のある雰囲気作りを目指している。
川崎華族を中心とした川崎のサポーターはホームの等々力陸上競技場ではゴール裏で応援するのではなくバックスタンド1階に陣取り、コールリーダーを中心にサポーターが集結する応援の中心部のことを「Gゾーン」と呼んでいる。試合で勝利を収めると選手が「Gゾーン」に赴きサポーターから手渡されたトラメガで勝利を報告するパフォーマンスを行うことが慣例となっている。またシーズン終了後には川崎華族をはじめとしたサポーター有志により退団選手やスタッフの送別会を開催、クラブ側も報道機関からサポーターへの取材依頼があれば紹介をする など、クラブや選手との関係は良好なものとなっている。

## エピソード

### ベストメンバー規定問題
2007年9月23日、Jリーグ専務理事だった犬飼基昭が、AFCチャンピオンズリーグ (ACL) 準々決勝から中3日で行われた柏レイソル戦での川崎の対応を問題視。ACLの試合から選手8人を入れ替えて試合に挑んだことと、この試合で0-4と大敗を喫したことについて「ベストメンバー規定の精神に反する」「サポーターに対する裏切り」と強く批判した。これに対し川崎華族は同年9月30日のヴァンフォーレ甲府戦において、いわゆる犬飼発言に対する回答として、
と記されたファンの署名入りの横断幕を掲示する抗議行動を行い、公式サイトにおいて「監督が選びピッチに立っている選手がベストメンバーであり、誰が試合に出ても変わらず応援をしていく」と今回の抗議行動に至った理由を説明。Jリーグに対しては一連の幹部の発言に対する説明と問題の発端となったベストメンバー規定の撤廃を求めた。この横断幕は翌日の10月1日にJFAハウスに持参しJリーグ職員に直接渡された。

### 等々力改修署名運動
本拠地の等々力競技場はトイレ数が少なく雨漏り箇所が見つかるなど老朽化が指摘されたことから、川崎華族は2008年から等々力競技場の改修を求める署名運動を行い、20万人の署名を集めるに至った。この署名活動が川崎市議会を動かし、2011年1月23日に行われた川崎の新体制発表の場で川崎市長の阿部孝夫からスタジアムを改修し収容数を3万5000人に増設することが発表された。

## 歴代代表
- 初代:砂田淳（2001年）
- 2代目:山崎真（2001年-現在）